# Kelemen Éva (színművész)
Kelemen Éva (Újpest, 1921. március 22. – Budapest, 1986. április 24.) magyar színésznő.

## Élete
A Színművészeti Akadémia elvégzése után a Vígszínházban, majd a kecskeméti Katona József Színházban játszott. 1951–1986 között, harmincöt éven át a Madách Színház tagja volt. Játszott Katona József Bánk bán, Eisemann Mihály Fekete Péter és Németh László Papucshős című művében is. 1942–1984 között számtalan filmben kapott szerepet. 

## Royal Revü Varieté
Éva és a férfiak – főszerepben: Kelemen Éva 
Kemény Egon – Nádassy László: „Éva és a férfiak” Bemutató: 1945. december 22. Royal Revü Varieté, Igazgató: Ehrenthal Teddy. Fő szerepekben: Kelemen Éva, Gozmány György, Rátonyi Róbert, Kardos Magda, Soltész Any, Antalffy József, Pártos Gusztáv. Közreműködött: Chappy 15 tagú szimfonikus jazz-zenekarával. Rendező: Szabolcs Ernő

## Filmjei
- Katyi (1942)
- Éjjeli zene (1943)
- Sári bíró (1943)
- Tilos a szerelem (1943)
- Zörgetnek az ablakon (1944)
- Éjféli keringő (1944)
- A két Bajthay (1944)
- A három galamb (1944)
- Egy fiúnak a fele (1946)
- Forró mezők (1949)
- Tűzkeresztség (1952)
- Föltámadott a tenger (1953)
- Én és a nagyapám (1954)
- Zsebek és emberek (1956)
- Külvárosi legenda (1957)
- Csempészek (1958)
- Razzia (1958)
- Álmatlan évek (1959)
- A mi földünk (1959)
- Születésnapi ajándék (1960)
- A megfelelő ember (1960)
- Hosszú az út hazáig (1960)
- Félelem (1960)
- Fapados szerelem (1960)
- Az ő érdekében… (1961)
- Megöltek egy lányt (1961)
- Nem ér a nevem (1961)
- Fogadás (1961)
- A vak (1962)
- Esős vasárnap (1962)
- Ők tudják, mi a szerelem (1964)
- Új Gilgames (1964)
- Már nem olyan időket élünk (1964)
- A tizedes meg a többiek (1965)
- Az első esztendő (1966)
- Princ, a katona (1966–1967)
- Édes és keserű (1967)
- A két csaló (1968)
- Őrjárat az égen (1970)
- A gyilkos a házban van (1971)
- Vendég az esküvőn (1971)
- Lúdláb királynő (1973)
- Lányarcok tükörben (1973)
- Egy srác fehér lovon (1973)
- Z. szerkesztő emlékezetes esetei (1977)
- Bodnárné (1978)
- Megtörtént bűnügyek (1974–1978)
- BUÉK! (1978)
- Kinek a törvénye? (1979)
- A trombitás (1979)
- Enyhítő körülmény (1980)
- Családi kör (1980)
- Petőfi (1981)
- Védtelen utazók (1981)
- A tenger (1982)
- Appassionata  (1982)
- A névtelen vár (1982)
- Papucshős (1983)
- Mint oldott kéve (1983)
- A végzet asszonya (Telepódium) (1983)
- Különös házasság (1984)
- Misi Mókus kalandjai (1984)